# Марково (Капустинское сельское поселение)
Ма́рково — деревня в Новодугинском районе Смоленской области России. Входит в состав Капустинского сельского поселения. Население — 2 жителя (2007 год). 
Расположена в северо-восточной части области в 20 км к юго-востоку от Новодугина, в 6 км восточнее автодороги Р134 «Старая Смоленская дорога» Смоленск — Дорогобуж — Вязьма — Зубцов. В 3 км юго-западнее деревни расположена железнодорожная станция О.п. 232-й км на линии Вязьма — Ржев.

## История
В годы Великой Отечественной войны деревня была оккупирована гитлеровскими войсками в октябре 1941 года, освобождена в марте 1943 года.